# 沼田駅
沼田駅（ぬまたえき）は、群馬県沼田市清水町にある、東日本旅客鉄道（JR東日本）上越線の駅である。
利根地方の中心都市・沼田市の代表駅であり、沼田盆地の中部、利根川と片品川によって形成された河岸段丘の西麓に位置する。吹割の滝・老神温泉・尾瀬などの片品川流域の観光拠点となっている。

## 歴史
- 1924年（大正13年）3月31日：開業[1]。
- 1983年（昭和58年）10月14日：昭和天皇が群馬県で開催された国民体育大会に行幸。原宿駅発、沼田駅着でお召し列車が運行[2]。
- 1984年（昭和59年）2月1日：荷物の扱いを廃止[1]。
- 1985年（昭和60年）3月14日：荷物の扱いを廃止[1]。
- 1987年（昭和62年）4月1日：国鉄分割民営化により、JR東日本の駅となる[1]。
- 2006年（平成18年）2月21日：自動改札機を導入。[要出典]
- 2009年（平成21年）3月14日：東京近郊区間の拡大に伴い、ICカード「Suica」の利用が可能となる[3]。
- 2019年（令和元年）11月1日：業務委託化。管理駅の業務を水上駅に移管。[要出典]
- 2022年（令和4年）11月30日：みどりの窓口の営業を終了[4]。

なお、上越線開業前の1911年（明治44年） - 1924年（大正13年）には、渋川から沼田市街地まで馬車鉄道・電気鉄道の利根軌道→東京電燈利根線が運行されていた。

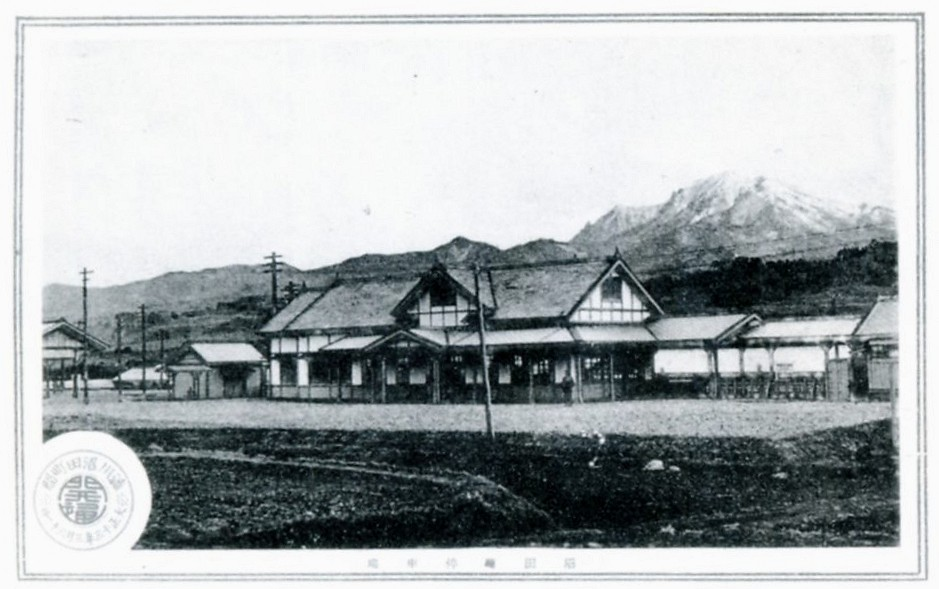
開業直前（開通記念絵葉書）
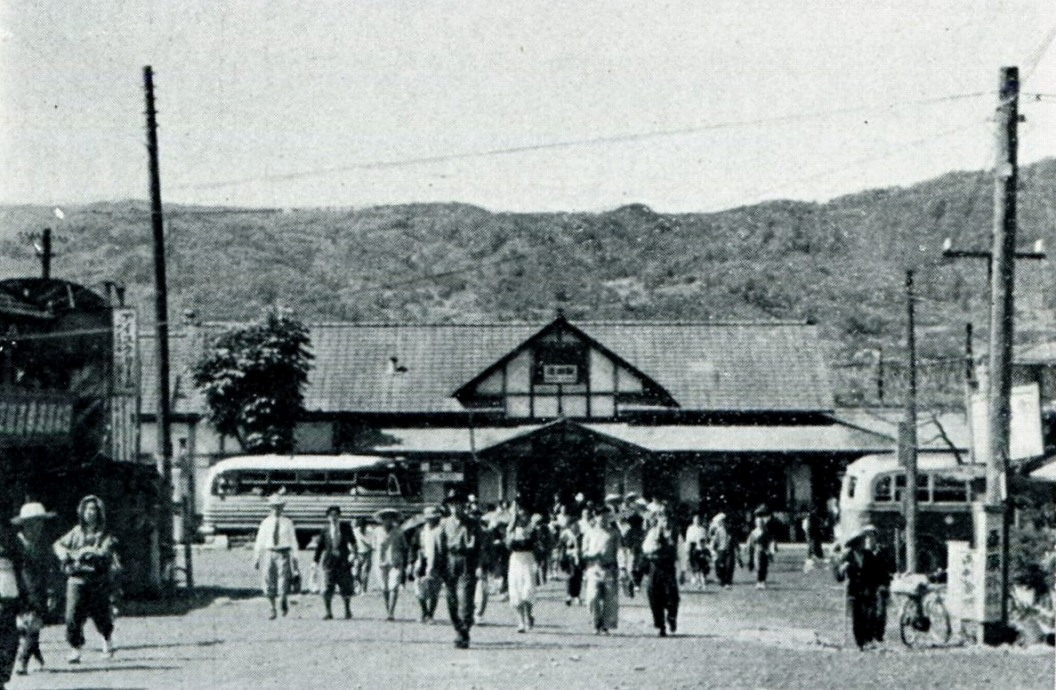
1952年（昭和27年）ごろの沼田駅（『沼田町史』より）

## 駅構造
水上駅管理の業務委託駅で、JR東日本ステーションサービスに業務を委託している。
駅舎に接して単式ホーム1面1線、線路をはさんで島式ホーム1面2線とあわせて2面3線のホームを有する地上駅である。のりばは駅舎側から1番線、2番線、3番線とされている。互いのホームはエレベーター併設の地下通路で連絡している。
駅の整備は、ホームの嵩上げが1番線と3番線に行われているほか、建築された時期である大正時代風に駅舎をリニューアルする工事が2012年（平成24年）までに施工された。
開業当初からの駅舎は天井が高く、内部には待合所のほか、自動券売機、指定席券売機、自動改札機（2009年〈平成21年〉3月14日よりSuica対応）などがある。以前は待合室外に立ち食い蕎麦と酒まんじゅう販売所があり、立ち食い蕎麦はホーム側、改札外の両方から利用が可能だった待合室内にはキヨスクがあった。

### のりば
| 番線 | 路線    | 方向 | 行先                       | 備考               |
| ---- | ------- | ---- | -------------------------- | ------------------ |
| 1    | ■上越線 | 上り | 渋川・高崎・大宮・上野方面 |                    |
| 2    | ■上越線 | 上り | 渋川・高崎・大宮・上野方面 | 待避列車           |
| 2    | ■上越線 | 下り | 水上・長岡・新潟方面       | 一部列車・待避列車 |
| 3    | ■上越線 | 下り | 水上・長岡・新潟方面       |                    |

2番線は上下共用の待避線である。定期列車としては水上方面の一部列車がレール磨きとして使用する程度であるが、上り列車も発着できるため、実際の案内標の方面表記は未記入となっている。大雨や大雪の時の折り返しに使われている。

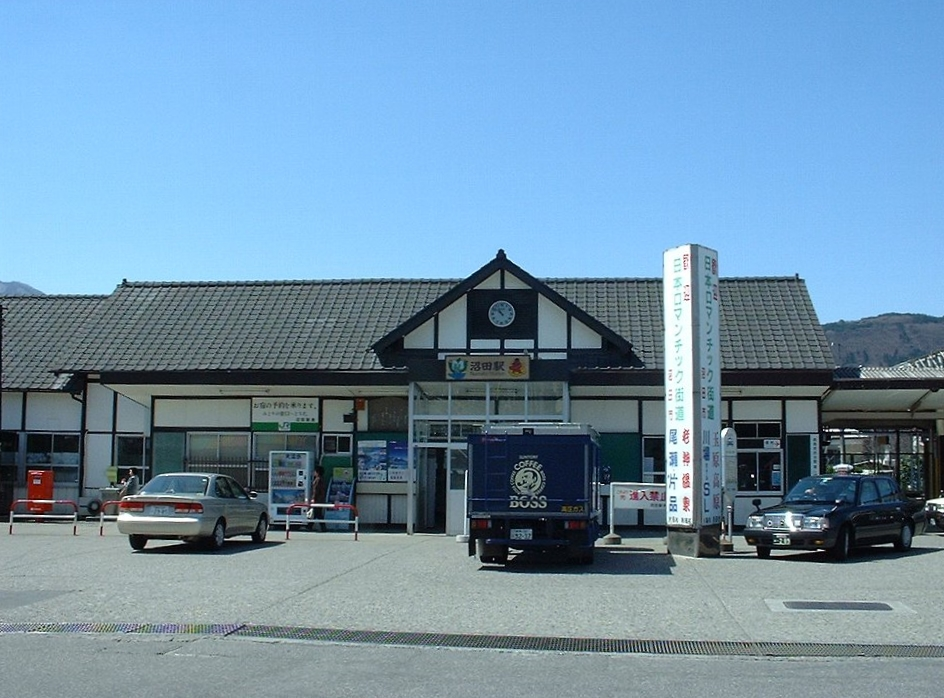
リニューアル前の駅舎（2003年4月）
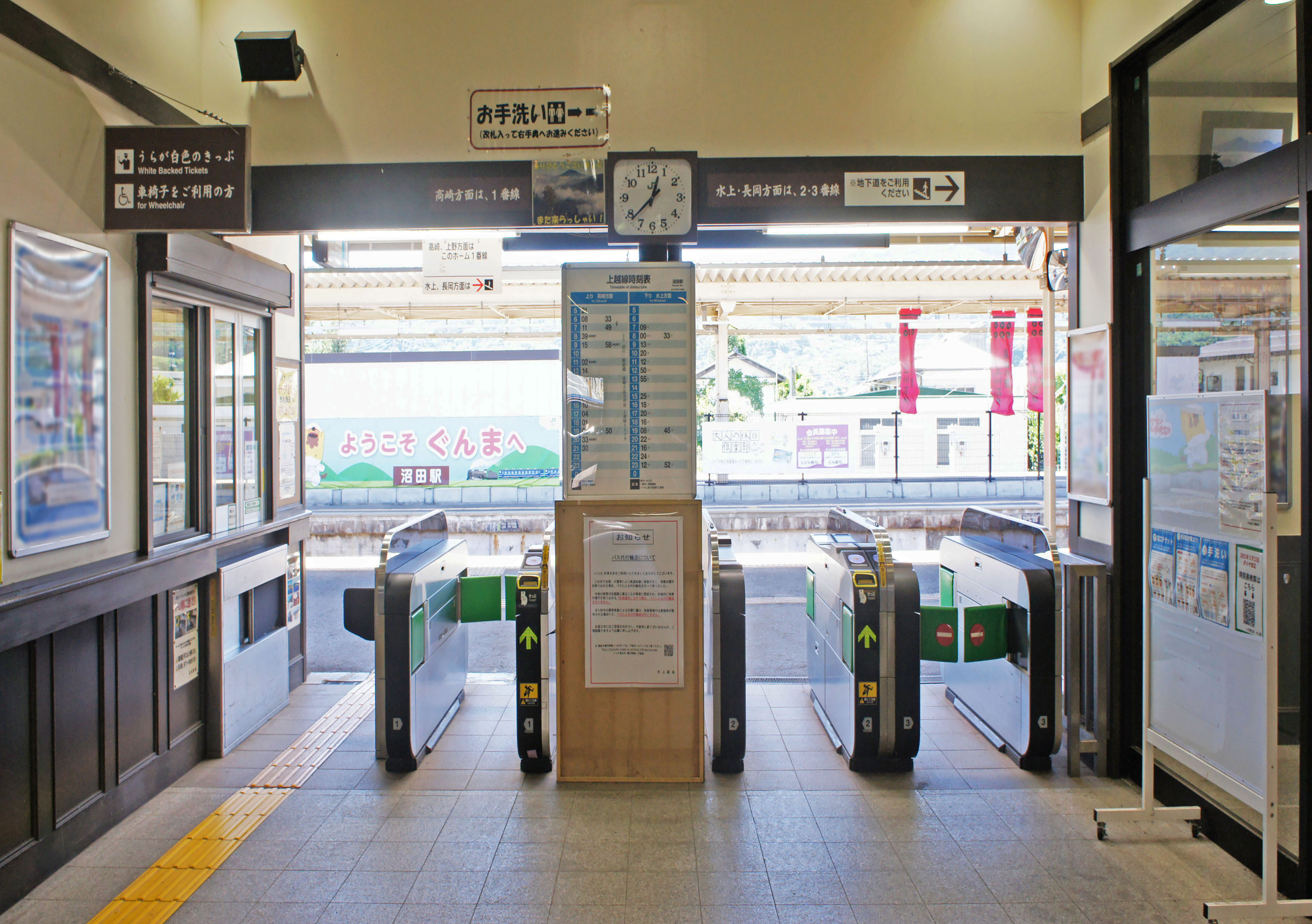
改札口（2021年7月）
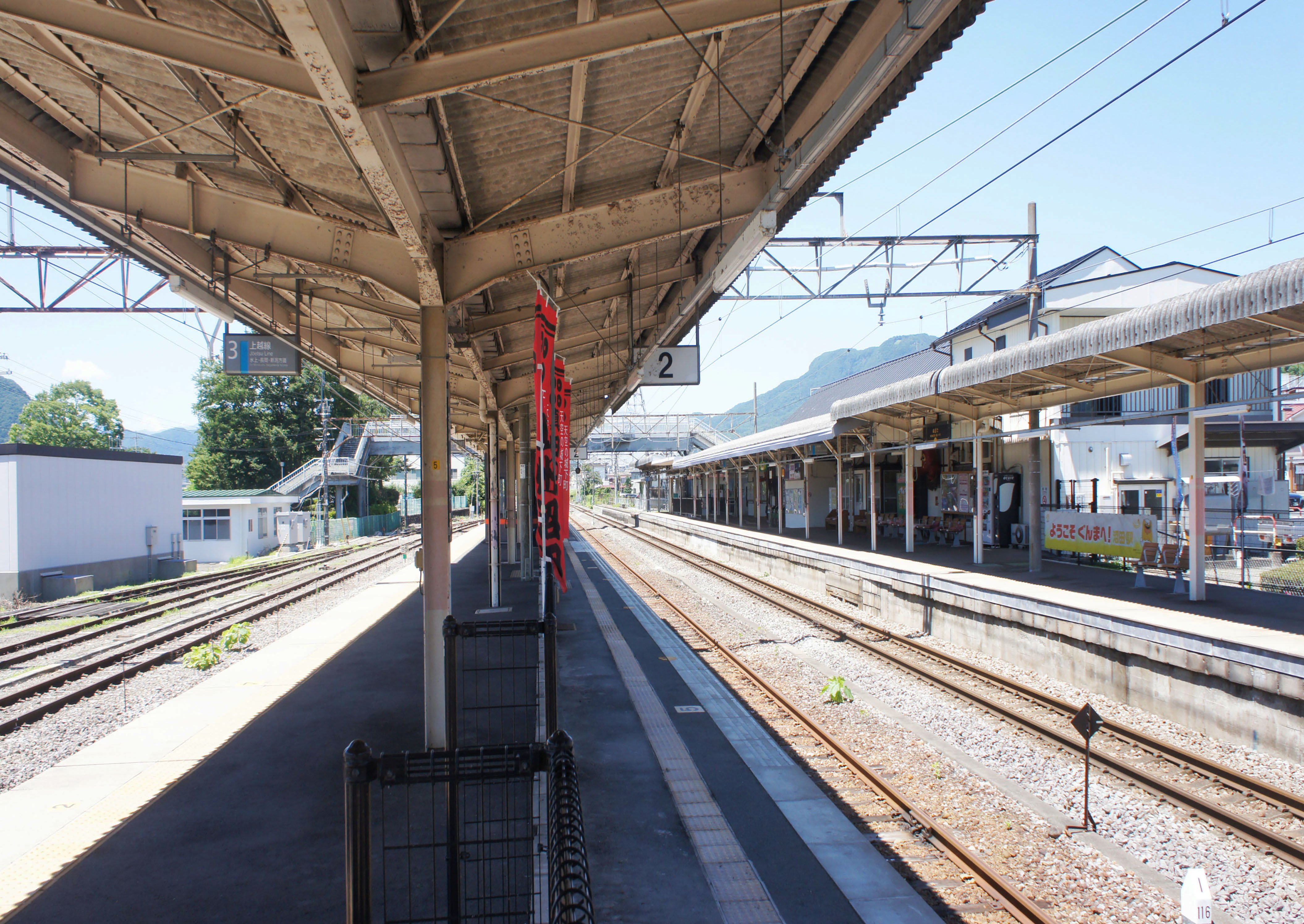
ホーム（2021年7月）
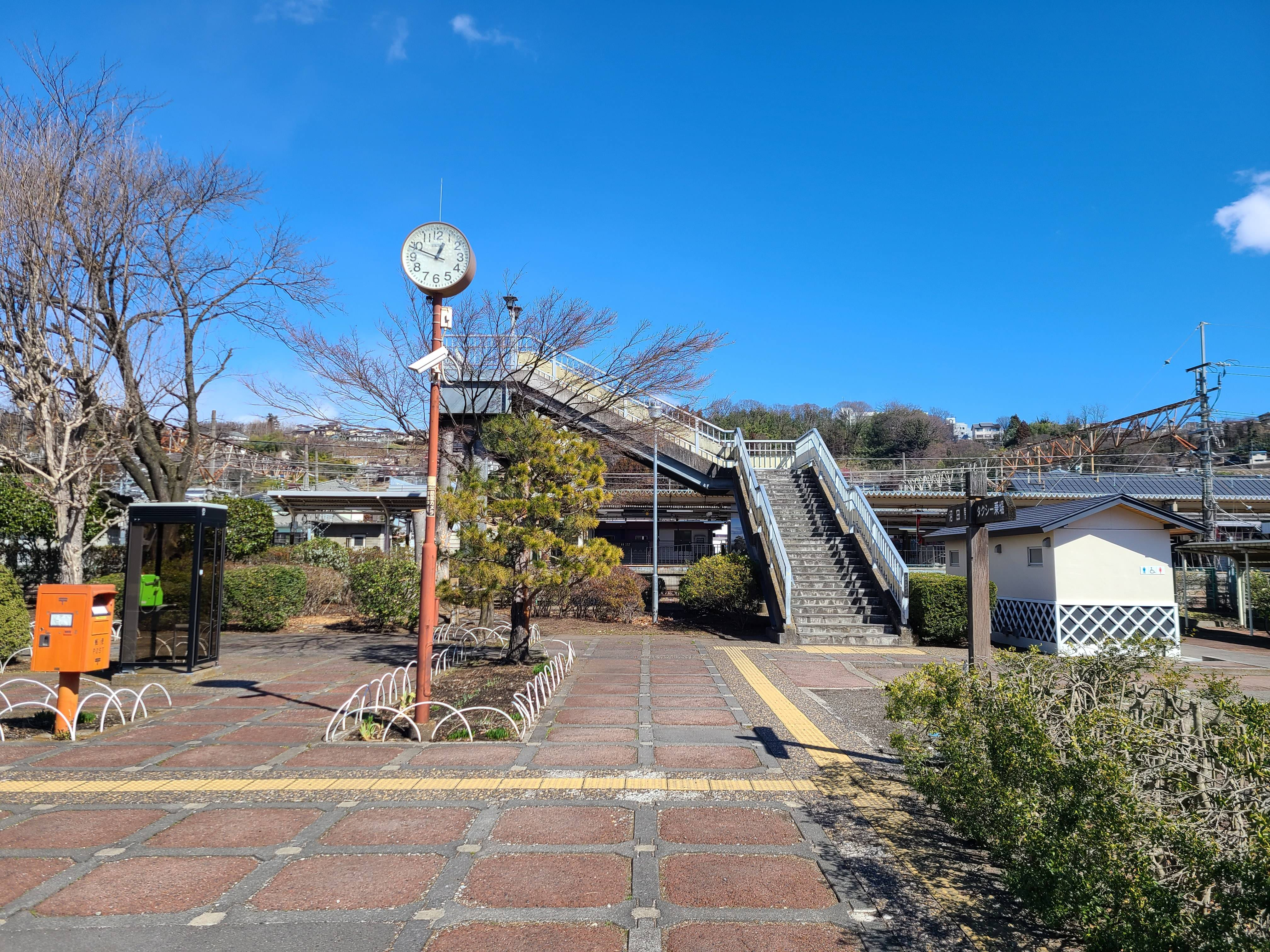
駅西公園（2024年3月）

## 利用状況
JR東日本によると、2023年度（令和5年度）の1日平均乗車人員は1,444人である。
2000年度（平成12年度）以降の推移は以下のとおりである。
| 1日平均乗車人員推移 | 1日平均乗車人員推移 | 1日平均乗車人員推移 | 1日平均乗車人員推移 | 1日平均乗車人員推移 |
| 年度                | 定期外              | 定期                | 合計                | 出典                |
| ------------------- | ------------------- | ------------------- | ------------------- | ------------------- |
| 2000年（平成12年）  |                     |                     | 2,422               | [ 利用客数 2 ]      |
| 2001年（平成13年）  |                     |                     | 2,326               | [ 利用客数 3 ]      |
| 2002年（平成14年）  |                     |                     | 2,231               | [ 利用客数 4 ]      |
| 2003年（平成15年）  |                     |                     | 2,199               | [ 利用客数 5 ]      |
| 2004年（平成16年）  |                     |                     | 2,166               | [ 利用客数 6 ]      |
| 2005年（平成17年）  |                     |                     | 2,135               | [ 利用客数 7 ]      |
| 2006年（平成18年）  |                     |                     | 2,102               | [ 利用客数 8 ]      |
| 2007年（平成19年）  |                     |                     | 2,041               | [ 利用客数 9 ]      |
| 2008年（平成20年）  |                     |                     | 2,100               | [ 利用客数 10 ]     |
| 2009年（平成21年）  |                     |                     | 2,005               | [ 利用客数 11 ]     |
| 2010年（平成22年）  |                     |                     | 1,973               | [ 利用客数 12 ]     |
| 2011年（平成23年）  |                     |                     | 1,910               | [ 利用客数 13 ]     |
| 2012年（平成24年）  | 446                 | 1,496               | 1,943               | [ 利用客数 14 ]     |
| 2013年（平成25年）  | 438                 | 1,525               | 1,963               | [ 利用客数 15 ]     |
| 2014年（平成26年）  | 441                 | 1,422               | 1,863               | [ 利用客数 16 ]     |
| 2015年（平成27年）  | 447                 | 1,419               | 1,867               | [ 利用客数 17 ]     |
| 2016年（平成28年）  | 457                 | 1,349               | 1,806               | [ 利用客数 18 ]     |
| 2017年（平成29年）  | 415                 | 1,368               | 1,783               | [ 利用客数 19 ]     |
| 2018年（平成30年）  | 415                 | 1,305               | 1,721               | [ 利用客数 20 ]     |
| 2019年（令和元年）  | 391                 | 1,231               | 1,622               | [ 利用客数 21 ]     |
| 2020年（令和02年）  | 205                 | 997                 | 1,203               | [ 利用客数 22 ]     |
| 2021年（令和03年）  | 229                 | 1,125               | 1,354               | [ 利用客数 23 ]     |
| 2022年（令和04年）  | 291                 | 1,149               | 1,440               | [ 利用客数 24 ]     |
| 2023年（令和05年）  | 326                 | 1,118               | 1,444               | [ 利用客数 1 ]      |

## 駅周辺
2004年（平成16年）- 2008年（平成20年）にかけて駅前にロータリーや駐車場が整備された。沼田駅は沼田市の下町にあるため、ここでは下町と上町に分けておく。

### 上町
- 沼田市役所
- 沼田郵便局
- 沼田城址
- 沼田公園
- テラス沼田（旧・グリーンベル21）
  - FM OZE（テラス沼田2階）
  - ハローワーク沼田（沼田公共職業安定所）(テラス沼田 5階)
- 群馬県立沼田女子高等学校
- 群馬県立沼田高等学校

### 下町
- 沼田駅前郵便局
- 国道17号
- 群馬県道274号沼田停車場線
- 日本デルモンテ群馬工場
- 谷川ドライビングスクール（旧・東群馬自動車教習所 沼田支所）
- 沼田市立沼田西中学校
- 沼田労働基準監督署
- 利根沼田振興局庁舎
- 関越交通沼田営業所
- サンポウ本社

かつてはレンタカー店舗として当駅付近にJR東日本レンタリース沼田営業所およびトヨタレンタリース群馬沼田駅前店があったが、2025年（令和7年）3月31日をもって閉店。カーシェアリング店舗としてトヨタレンタリース群馬カーステーション沼田駅前（TOYOTA SHARE沼田駅前ステーション）があるほか、利根沼田振興局庁舎が群馬県EVカーシェアリング実証実験（EGシェア）のステーションとなっており、県の公用車EV（スバル・ソルテラ5台）が休日に限りcitrasのカーシェアリングサービスに提供されている。

## バス路線
当駅から尾瀬や老神温泉などの温泉地や上越新幹線の上毛高原駅へ、関越交通のバスが連絡している。また、市街地が崖の上にあり、標高差が激しいため、市街地方面のバスが多数設定されている。前橋市方面の高速バスも関越交通にて運行されている。

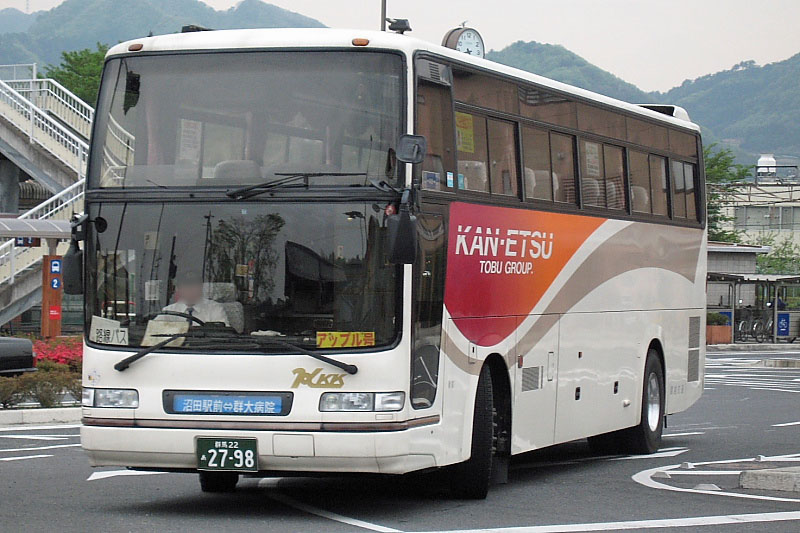
沼田駅より出発するアップル号

| のりば | 運行事業者   | 系統・行先 | 備考 |
| ------ | ------------ | --- | --- |
| 1      | 関越交通     | 鎌田線：大清水／戸倉スキー場／鳩待峠行バス連絡所 | 大清水行きは冬期間運休、戸倉スキー場行きは冬期間運行                                                        |
| 2      | 関越交通     | - 猿ヶ京線：猿ヶ京 - 鎌田線：上毛高原駅 | |
| 2      | 沼田市バス   | 中山本宿線：中山本宿 | |
| 3      | 関越交通     | - 猿ヶ京線：沼田市保健福祉センター前 - 高速「アップル号」：群大病院                                                                                       | |
| 3      | 沼田市バス   | 中山本宿線：沼田三軒屋 | |
| 4      | 沼田市バス   | - 迦葉山線：迦葉山・たんばらセンターハウス - 奈良秋塚線：沼田駅 - 宇楚井原線：荘田城址公園 - 佐山線：佐山 - 南郷線：南郷 - 川田線：東下原団地／馬込貯水池 | 「迦葉山線」のたんばらセンターハウス行きは土休日運行 「迦葉山線」以外はジャンボタクシーで運転し、土休日運休 |
| 4      | 川場村営バス | 川場村循環線：沼田駅 | 立岩先回り／生品先回り                                                                                      |
|        | 関越交通     | たんばらラベンダーパークシャトルバス：玉原センターハウス                                                                                                  | 夏期間運転                                                                                                  |

- 沼田駅より出発するアップル号

## 隣の駅
東日本旅客鉄道（JR東日本）
■上越線
- 臨時快速「SLぐんま みなかみ」停車駅

岩本駅 - 沼田駅 - 後閑駅

### 記事本文
1. 1 2 3 4 5  石野哲（編）『停車場変遷大事典 国鉄・JR編 Ⅱ』（初版）JTB、1998年10月1日、451頁。ISBN 978-4-533-02980-6。
2. ↑  原武史『昭和天皇御召列車全記録』新潮社、2016年9月30日、153頁。ISBN 978-4-10-320523-4。
3. ↑  「Suicaをご利用いただけるエリアが広がります。 (PDF)」（プレスリリース）、東日本旅客鉄道、2008年12月22日。2020年5月24日時点のオリジナル (PDF)よりアーカイブ。2020年5月25日閲覧。
4. ↑  「駅の情報（沼田駅）：JR東日本」東日本旅客鉄道。2022年11月1日時点のオリジナルよりアーカイブ。2022年11月1日閲覧。
5. 1 2  「JR東日本：駅構内図・バリアフリー情報（沼田駅）」東日本旅客鉄道。2025年6月19日閲覧。
6. ↑  「営業所閉店のお知らせ（日立・沼田・草津温泉）」JR東日本レンタリース、2025年3月3日。2025年6月3日閲覧。
7. 1 2  「沼田駅前店閉店のご案内」トヨタレンタリース群馬。2025年6月3日閲覧。
8. ↑  「EVカーシェアリング実証実験『EGシェア』」群馬県、2023年9月21日。2025年6月3日閲覧。

### 利用状況
1. 1 2  「各駅の乗車人員 2023年度 101位以下（5）| 企業サイト：JR東日本」東日本旅客鉄道。2025年6月19日閲覧。
2. ↑  「JR東日本：各駅の乗車人員（2000年度）」東日本旅客鉄道。2025年6月19日閲覧。
3. ↑  「JR東日本：各駅の乗車人員（2001年度）」東日本旅客鉄道。2025年6月19日閲覧。
4. ↑  「JR東日本：各駅の乗車人員（2002年度）」東日本旅客鉄道。2025年6月19日閲覧。
5. ↑  「JR東日本：各駅の乗車人員（2003年度）」東日本旅客鉄道。2025年6月19日閲覧。
6. ↑  「JR東日本：各駅の乗車人員（2004年度）」東日本旅客鉄道。2025年6月19日閲覧。
7. ↑  「JR東日本：各駅の乗車人員（2005年度）」東日本旅客鉄道。2025年6月19日閲覧。
8. ↑  「JR東日本：各駅の乗車人員（2006年度）」東日本旅客鉄道。2025年6月19日閲覧。
9. ↑  「JR東日本：各駅の乗車人員（2007年度）」東日本旅客鉄道。2025年6月19日閲覧。
10. ↑  「JR東日本：各駅の乗車人員（2008年度）」東日本旅客鉄道。2025年6月19日閲覧。
11. ↑  「JR東日本：各駅の乗車人員（2009年度）」東日本旅客鉄道。2025年6月19日閲覧。
12. ↑  「JR東日本：各駅の乗車人員（2010年度）」東日本旅客鉄道。2025年6月19日閲覧。
13. ↑  「JR東日本：各駅の乗車人員（2011年度）」東日本旅客鉄道。2025年6月19日閲覧。
14. ↑  「JR東日本：各駅の乗車人員（2012年度）」東日本旅客鉄道。2025年6月19日閲覧。
15. ↑  「各駅の乗車人員 2013年度 ベスト100以外（5）：JR東日本」東日本旅客鉄道。2025年6月19日閲覧。
16. ↑  「各駅の乗車人員 2014年度 ベスト100以外（5）：JR東日本」東日本旅客鉄道。2025年6月19日閲覧。
17. ↑  「各駅の乗車人員 2015年度 ベスト100以外（5）：JR東日本」東日本旅客鉄道。2025年6月19日閲覧。
18. ↑  「各駅の乗車人員 2016年度 ベスト100以外（5）：JR東日本」東日本旅客鉄道。2025年6月19日閲覧。
19. ↑  「各駅の乗車人員 2017年度 ベスト100以外（5）：JR東日本」東日本旅客鉄道。2025年6月19日閲覧。
20. ↑  「各駅の乗車人員 2018年度 ベスト100以外（5）：JR東日本」東日本旅客鉄道。2025年6月19日閲覧。
21. ↑  「各駅の乗車人員 2019年度 ベスト100以外（5）：JR東日本」東日本旅客鉄道。2025年6月19日閲覧。
22. ↑  「各駅の乗車人員 2020年度 101位以下（5）| 企業サイト：JR東日本」東日本旅客鉄道。2025年6月19日閲覧。
23. ↑  「各駅の乗車人員 2021年度 101位以下（5）| 企業サイト：JR東日本」東日本旅客鉄道。2025年6月19日閲覧。
24. ↑  「各駅の乗車人員 2022年度 101位以下（5）| 企業サイト：JR東日本」東日本旅客鉄道。2025年6月19日閲覧。